# British Aerospace
British Aerospace (BAe) fue una empresa aeronáutica y de defensa británica, actualmente integrada en BAE Systems.

## Historia

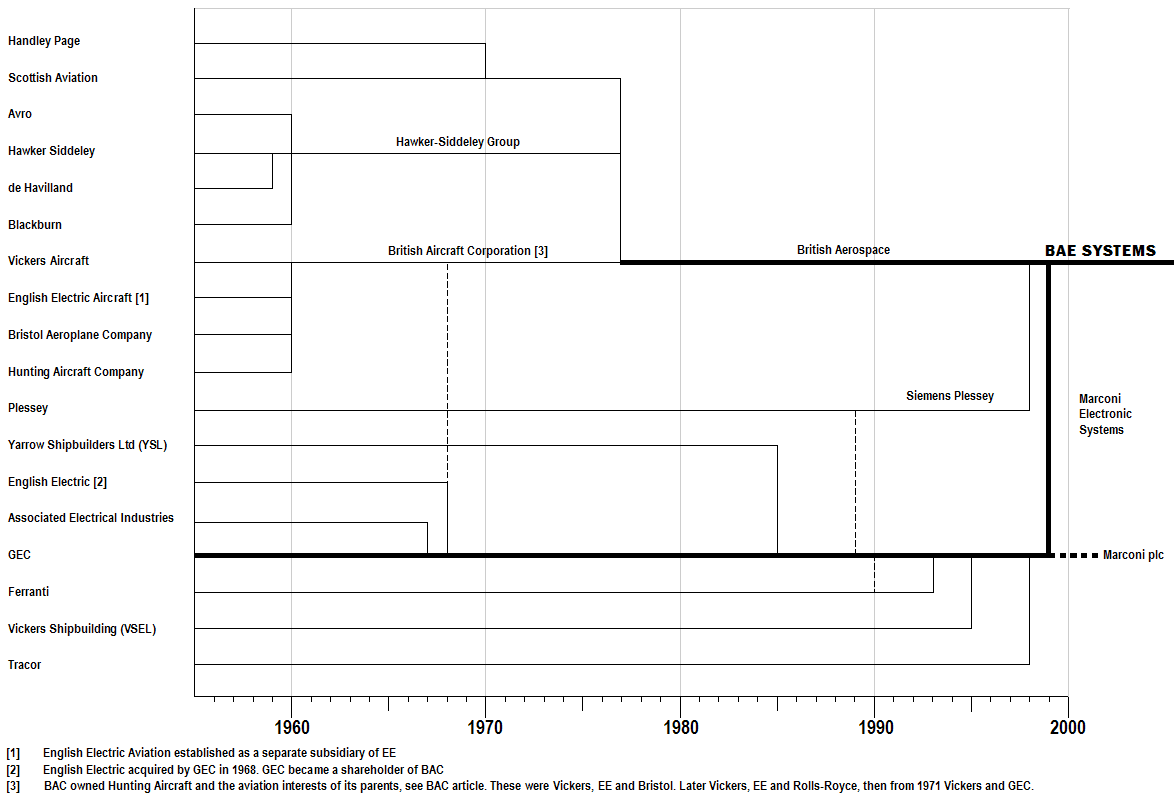
Evolución de BAe desde 1955 hasta 1999 para formar BAE Systems

La compañía fue fundada como corporación estatutaria el 29 de abril de 1977 como resultado del Aircraft and Shipbuilding Industries Act (Ley de la Industria Aeronáutica y Naval), la cual contemplaba la fusión de British Aircraft Corporation, Hawker Siddeley y Scottish Aviation.
En 1979 BAe se adhirió oficialmente al programa Airbus, del que se había retirado en abril de 1969.
De acuerdo con las previsiones del British Aerospace Act 1980 (Ley para British Aerospace de 1980), el 1 de enero de 1981 la forma jurídica de la empresa pasó de corporación estatutaria a sociedad anónima (en el Reino Unido, 'Public Limited Company' o plc), llamándose British Aerospace Public Limited Company. El 4 de febrero de 1981 el gobierno vendió el 51.57% de sus acciones, para deshacerse del resto en 1985 y mantener una acción de oro de 1 libra.
Los informes de la Competition Commission mostraban a BAe como el mayor exportador del Reino Unido, con un volumen de negocio exterior de unos 45.000 millones de libras en 10 años, de los cuales un 80% correspondía a material de defensa.
El 26 de septiembre de 1985, los gobiernos del Reino Unido y Arabia Saudí firmaron el contrato "Al Yamamah", con BAe como adjudicatario principal. Los contratos, ampliados hasta los años 90 y nunca totalmente publicados, contemplaban el suministro de aviones de combate Tornado, aviones de entrenamiento Hawk, misiles Rapier, trabajos de infraestructura y buques de guerra. Los acuerdos de Al Yamamah estaban valorados en más de 20.000 millones de libras y han dado beneficios a British Aerospace y su sucesora BAe Systems durante años.

### Pérdidas y reestructuración
En 1991 BAe comenzó a experimentar graves dificultades. El precio de sus acciones cayó por debajo de los 100 peniques por primera vez. Sólo una emisión de obligaciones de emergencia, que alzcanzó los 430 millones de libras, salvó a la compañía de la bancarrota. El gerente general de BAe, Richard Evans, describió los problemas como un cúmulo de fatalidades: "la compañía de nuestra propiedad Arlington Securities no encontró su mercado; las ventas del Grupo Rover cayeron un 20% y  las pérdidas ascendieron; los gastos en defensa del gobierno fueron revisados a la baja; las pérdidas de la división aeroespacial comercial crecieron dramáticamente con la recesión de la industria de la aviación..."
A mediados de 1992 BAe perdió 1000 millones de libras de su capital, el caso más grave en la historia de las sociedades británicas,  principalmente por la reestructuración de su división de aviación regional, incluyendo el cierre de la factoría de Hatfield, en el condado de Hertfordshire. Es interesante destacar que General Electric, después de vender sus negocios de defensa a BAe, estuvo a punto de comprar la compañía. BAe recortó su plantilla en un 47% (de 127.000 empleados despidió a 60.000, de los cuales 40.000 pertenecían a la división de aviación regional).
Evans decidió vender los negocios complementarios (estas actividades complementarias incluían el Grupo Rover, Arlington Securities, BAe Corporate Jets, BAe Communications y Ballast Nedam). Aunque la base de la diversificación era sólida (blindar a la compañía del comportamiento cíclico de los mercados aeronáutico y militar) la empresa no pudo permitirse continuar esa política: "Simplemente no podemos permitirnos llevar dos negocios principales, automóviles y aeronáutica; además Rover consume 2.000 millones de libras de nuestra capacidad bancaria." BAe Corporate Jets Ltd y Arkansas Aerospace fueron vendidas a Raytheon en 1993. En 1994 el Grupo Rover fue vendido a BMW y British Aerospace Space Systems a Matra. En 1998 la participación de la empresa de telecomunicaciones Orange en BAe se redujo al 5%, participación heredada del 30% que BAe poseía en Hutchison.

### Expansión en defensa y aeronáutica
En 1997 BAe se unió al equipo de Lockheed Martin para el desarrollo del X-35 Joint Strike Fighter.

### Transición a BAE Systems
La consolidación del negocio militar se convirtió en asunto prioritario en 1998, después de analizar numerosos informes acerca de fusiones entre varios grupos armamentísticos europeos; principalmente entre ellos pero también con empresas americanas (por ejemplo la empresa pública española Santa Bárbara con la norteamericana General Dynamics).
Se preveía desde hace tiempo que BAe se iba a fusionar con la alemana DASA para formar un gigante aeroespacial paneuropeo, sin embargo BAe escogió en su lugar unirse a la filial de defensa electrónica de General Electric, Marconi Electronic Systems. Esta operación para crear una compañía británica tenía cierta ventaja sobre la hipotética firma anglo-germana, pues aumentaba las posibilidades de una posterior entrada en el mercado de defensa estadounidense. 
La compañía, llamada inicialmente "New British Aerospace", fue oficialmente fundada el 30 de noviembre de 1999 y conocida como BAE Systems (así se hace menos patente su carácter extranjero, algo necesario para aspirar a contratos y adjudicaciones en los Estados Unidos).
Siguiendo esta decisión, DASA se fusionó con Aerospatiale para crear European Aeronautic Defence and Space Company (EADS), grupo al que se uniría posteriormente (diciembre de 1999) la española Construcciones Aeronáuticas SA.

### Adquisiciones realizadas y divisiones constituidas
- 1986 - Eurofighter GmbH, formada junto con Alenia Aeronautica, CASA y DASA para el desarrollo del Eurofighter Typhoon.
- 1988 - Grupo Rover
- 1991 - Heckler & Koch GmbH
- 1991 - 30% de Hutchison Telecommunications.
- 1991 - BAeSEMA, una "joint venture" de sistemas navales con Sema Group.
- 1992 - Avro RJ Regional Jets, creada para la producción de la serie Avro RJ series y desarrollo del BAe 146.
- 1994 - BAeSEMA, Siemens Plessey y GEC-Marconi formaron UKAMS Ltd, la parte británica del consorcio Principal Anti-Air Missile System (PAAMS), cuyo otro miembro era Eurosam.
- 1995 - BAe, Defence Research Agency, GEC-Marconi y Cray Research UK Ltd. fundaron el Centro de Supercomputación de Farnborough, un  centro de apoyo para investigación.
- 1995 - Saab y BAe firmaron un acuerdo para el desarrollo conjunto y comercialización de la versión para exportación del Saab JAS 39 Gripen.
- 1996 - BAe y Matra acordaron formar una "joint venture" llamada Matra BAe Dynamics dedicada al desarrollo de misiles.
- 1998 - Adquisición a Siemens AG de las secciones británicas de Siemens Plessey Systems. DASA compró la parte alemana.
- 1998 - UKAMS pasa a ser una subsidiaria de BAe Dynamics controlada al 100%.
- 1998 - 50% de SEMA en BAeSEMA.